# Naturkyrkan i Kolmården

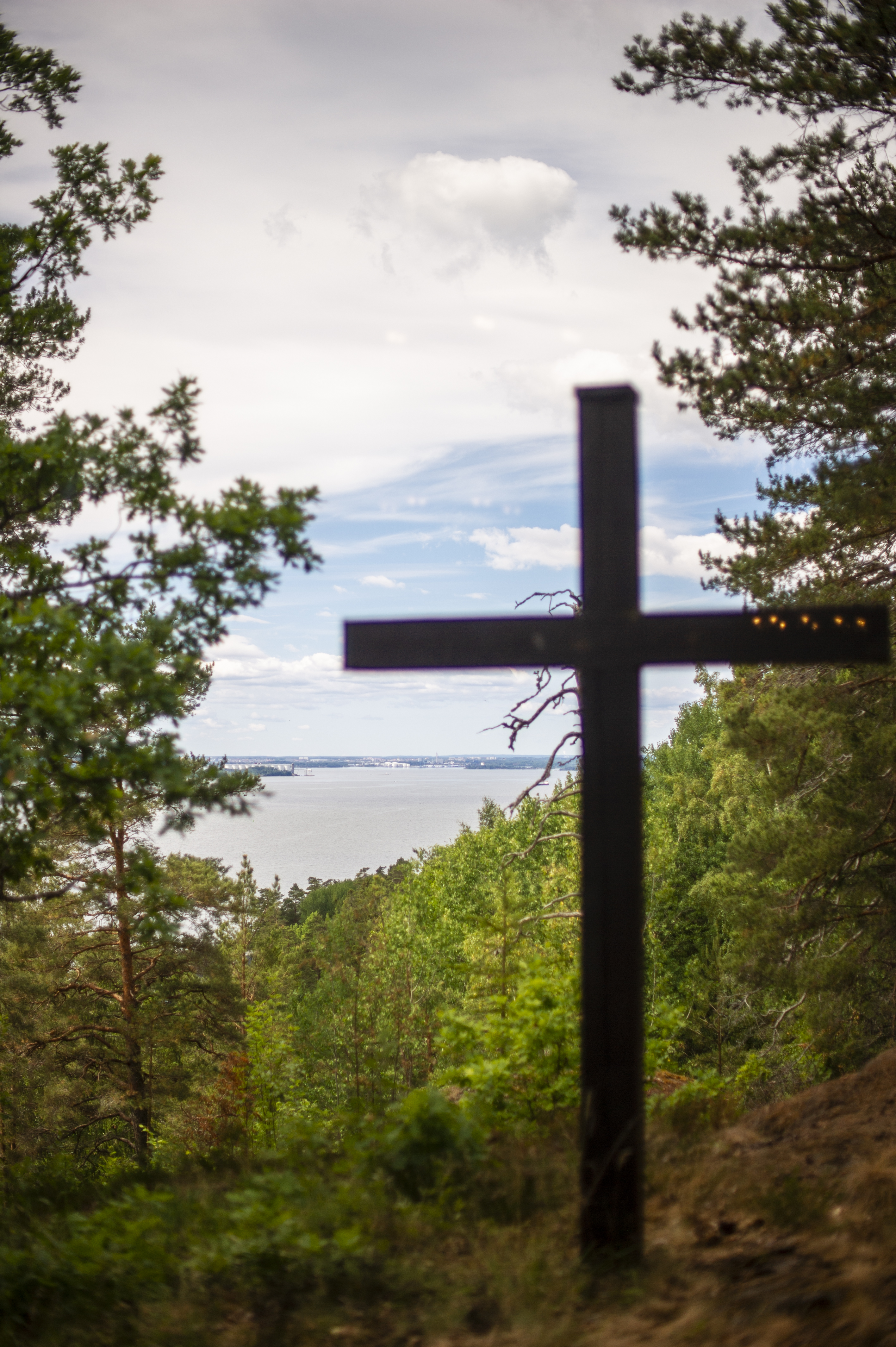
Utsikt över Bråviken från Naturkyrkan i Kolmården

Naturkyrkan i Kolmården, tidigare Kolmårdskyrkan, är en kyrka som ligger i Kolmårdens djurpark på en avsats 90 meter över Bråvikens vatten. Kyrkan ligger inom Kolmårdens församling i Norrköpings pastorat. Kyrkans beskyddare är kung Carl XVI Gustaf.

## Kyrkobyggnaden
18 juli 1980 invigdes kyrkan av biskop Ragnar Askmark. Den har tillkommit och drevs i början på ekumenisk basis av 13 samfund och kyrkor. Numera drivs kyrkan av Svenska kyrkan i Norrköping som en pastoratsgemensam kyrka.
Kyrkobyggnaden ritades av djurparksarkitekten Tage Hedlund och rymmer 200 personer. Byggnaden är delvis nedsprängd i berget medan andra väggar består av sprängsten. På vänstra sidan i kyrkorummet sticker en stor del av berget upp som en stor sten. Den symboliserar Bibelns ord: "Gud är den klippa, på vilken du ska bygga din tro". Klippan kan också symbolisera evangelisten Petrus, vars namn betyder "klippa".
En sida har ett stort fönster med utsikt över Bråviken.

## Orgel
Den nuvarande orgeln är byggd 1981 av A Mårtenssons Orgelfabrik AB, Lund, och är mekanisk.

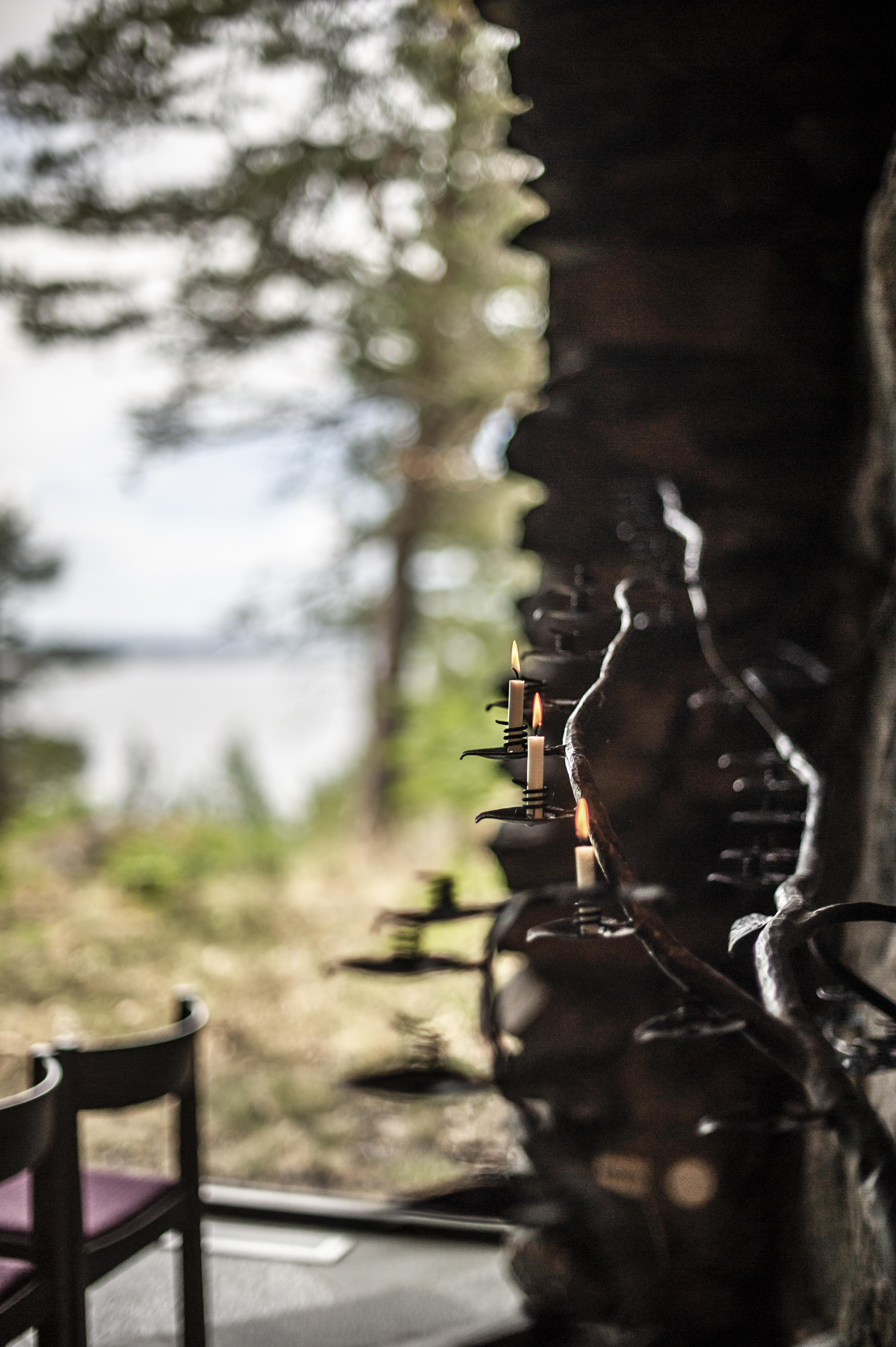
Brinnande ljus i ljushållaren i Naturkyrkan i Kolmården

| Manual C-g3                                    | Pedal C-d1 | Koppel       |  |
| Gedackt 8’                                     | Subbas 16’ | Manual/Pedal |  |
| Principal 4’ Bas/Diskant (delningspunkt b0/h0) |            |              |  |
| Rörflöjt 4'                                    |            |              |  |
| Piccolo 2'                                     |            |              |  |
| Kvartian 2 chor Bas (C-b0)                     |            |              |  |
| Sesquialtera 2 chor Diskant (h0-g3)            |            |              |  |
| Crescendosvällare                              |            |              |  |